# خير الدين التونسي
خير الدين التونسي أو خير الدين باشا (1820-1890) هو أحد رموز الإصلاح بالبلاد التونسية.

## نشأته

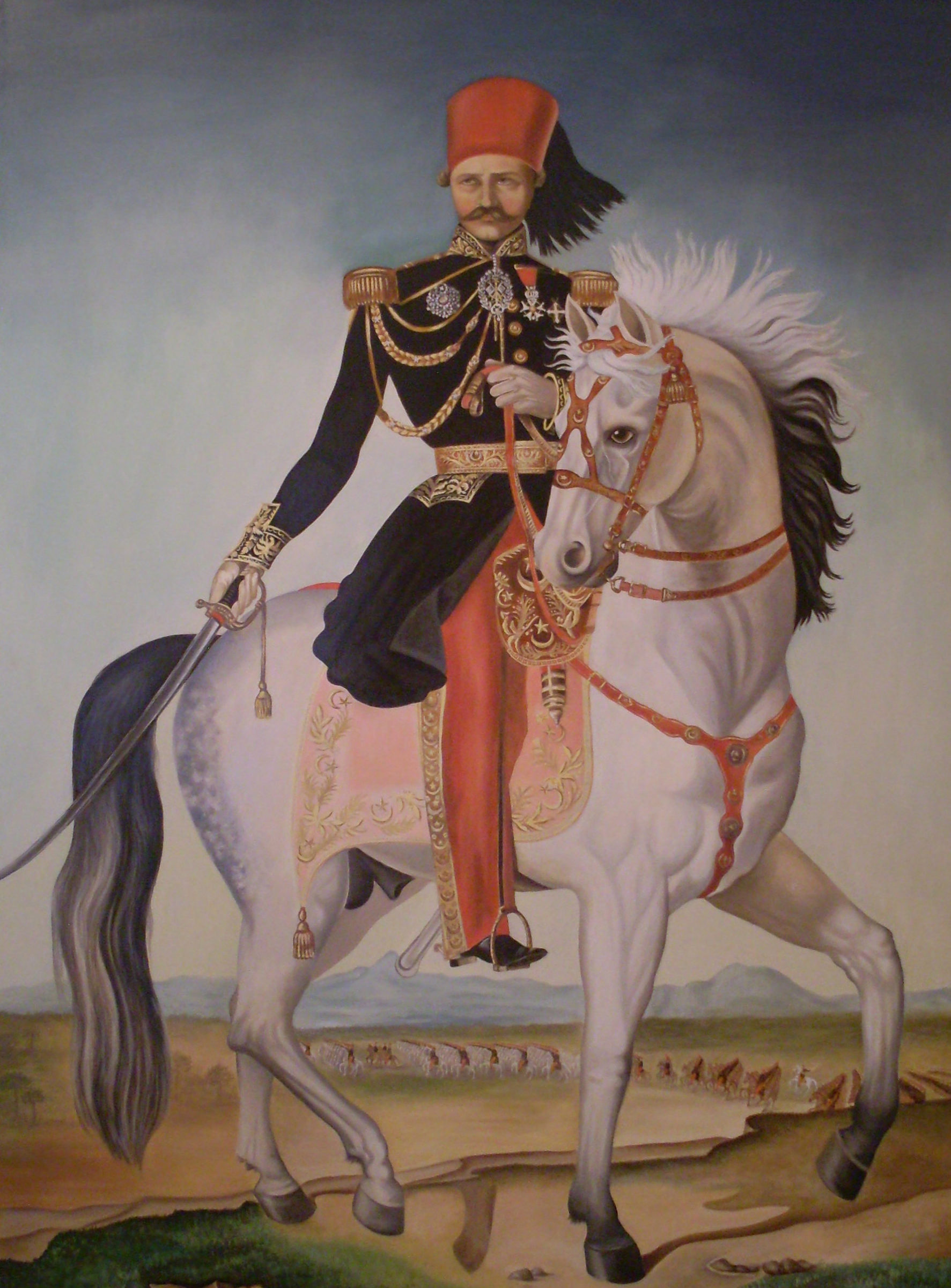
صورة خير الدين التونسي وهو يعتلي جوادًا

ولد سنة 1820 في قرية بجبال القوقاز وكل ما يعرفه عن نفسه أنه عبد مملوك ينتمي إلى قبيلة أباظه ببلاد الشركس بالجنوب الغربي من جبال القوقاز وأن والده توفي في إحدى الوقائع العثمانية ضد روسيا، فأسر وهو طفل على اثر غارة، ثم بيع في سوق العبيد بإسطنبول، فتربى في بيت نقيب الأشراف تحسين بك، وانتهى به المطاف إلى قصر باي تونس عندما اشتراه رجال الباي من سيده، وجيء بخير الدين إلى تونس وهو في السابعة عشر من عمره سنة 1837، وأصبح مملوكا لأحمد باشا باي الذي قربه وحرص على تربيته وتعليمه. ولحدة ذهنه أقبل على تحصيل الفنون العسكرية والسياسية والتاريخ. عُيّن مشرفاً على مكتب العلوم الحربية. اتضحت خصاله الحربية جلية وفاز بالمراتب العسكرية عن جدارة فولّاه أحمد باي أميرا للواء الخيالة سنة 1849.
في سنة 1857 عين وزير للبحر فقام بالعديد من الإصلاحات من أهمها تحسين ميناء حلق الوادي وتنظيم إدارة الوزارة وإصلاح لباس الجيش البحري وضبط اتفاقيات وقوانين مع الأجانب لحفظ الأراضي التونسية.
كما قام بعدة إصلاحات، وقاوم الحكم الاستبدادي، وعمل على إقامة العدل، وساهم في وضع قوانين مجلس الشورى الذي أصبح رئيسا له سنة1861. وأمام ازدياد فساد الوضع السياسي في البلاد نتيجة سوء تصرف المسؤولين وسرقاتهم قدم خير الدين استقالته من جميع وظائفه سنة 1862، واستغرقت فترة انقطاعه سبع سنوات، من سنة 1862 إلى سنة 1869. انعزل فيها في بستانه يتأمل ويكتب.. وقد ترك لنا حصيلة تأملاته وأفكاره الإصلاحية في كتابه الشهير: أقوم المسالك في معرفة أحوال الممالك.
وهو الكتاب الذي وصفه المستشرق الألماني والرحالة المعروف هاينريش فون مالتزان أثناء زيارة لتونس قائلاً أنه «أهمّ ما ألفّ في الشرق في عصرنا هذا»، وقد وصف خيرَ الدين بقوله: «أما خير الدين فقد انتهج منهجاً مغايراً تماماً. إذ أنه تفادى اتخاذ وجهة النظر الأوروبية وتبنى منذ البداية التصوّر الإسلامي. ومن هذا المنظور الذي لا أمل بدونه أن يلقى المشروع لدى أبناء قومه المتمسكين بعقيدتهم أدنى صدى، وبالرجوع أولا إلى الماضي، تفحص خيرالدين المستوى الحضاري الرفيع والمكانة المرموقة الذين كانت بلاد الإسلام عليهما يوم كانت أوروبا لا تزال غارقة في ظلمات القرون الوسطى».

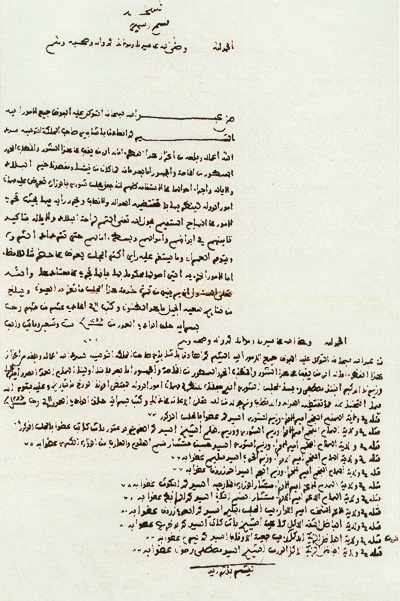
وثيقة تسمية أعضاء مجلس الشورى (1879)

«وقد عزا خير الدين الانحطاط الذي آلت إليه الحضارة الإسلامية خصوصاً إلى نظام الحكم المطلق الذي توخته الدول الإسلامية على الإجمال منذ القرون الوسطى معتبراً هذا النظام غريباً عن الإسلام في أصوله... إثر هذا يعكف المؤلف على تحليل الأسباب التي أنجرت عنها في أوروبا نتائج مغايرة تماما وجعلت هذه القارة، وهي التي كانت تتخبط في الظلمات حين كانت حضارة الشرق في أوج الازدهار، تصبح اليوم مجموعة من الدول الأكثر تحضراً، في حين نرى الممالك الإسلامية تعاني الانحطاط». تجدر الإشارة إلى أن مقدمة هذا الكتاب قد ترجمت إلى الفرنسية بعيد صدوره بوقت قصير.
على إثر وفاة علي بن غذاهم سنة 1864 كلفه محمد الصادق باي سنة 1869 برئاسة لجنة الكومسيون المالي، ولنجاحه في هذه المهمة كلفه محمد الصادق باي سنة1871 بمهمة توثيق الصلة بين تونس والدولة العثمانية، ثم عينه وزيرا أكبر في أكتوبر 1873.
أمام اشتداد الوشايات استقال خير الدين باشا من جميع وظائفه، ثم هاجر إلى تركيا في أوت سنة 1878 بأمر من حاكم البلاد محمد الصادق باي وذلك إرضاء للقناصل المعتمدين لديه وهناك ألح عليه السلطان العثماني عبد الحميد الثاني أن يتولى وزارة العدل لكنه رفض، ثم عاد وقبل الوزارة الكبرى وتوفي بتركيا يوم 7 جمادى الثانية 1307هـ الموافق ليوم 30 جانفي 1890. وفي مارس 1968 أوتي برفات خير الدين باشا إلى تونس، ودفن في حوالي عام 1971 على مشارف مقبرة الجلاز.

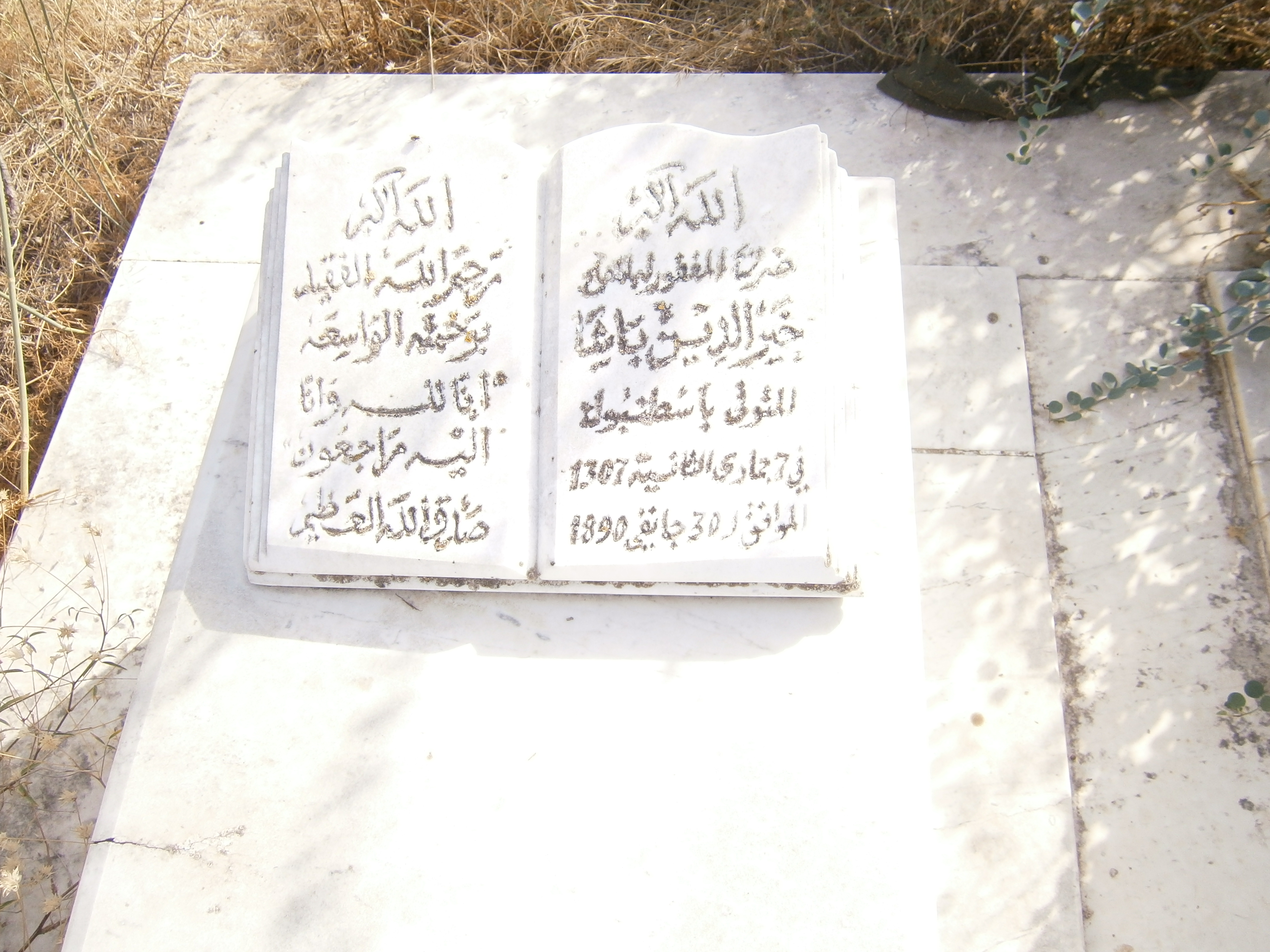
شاهد قبر خير الدين باشا

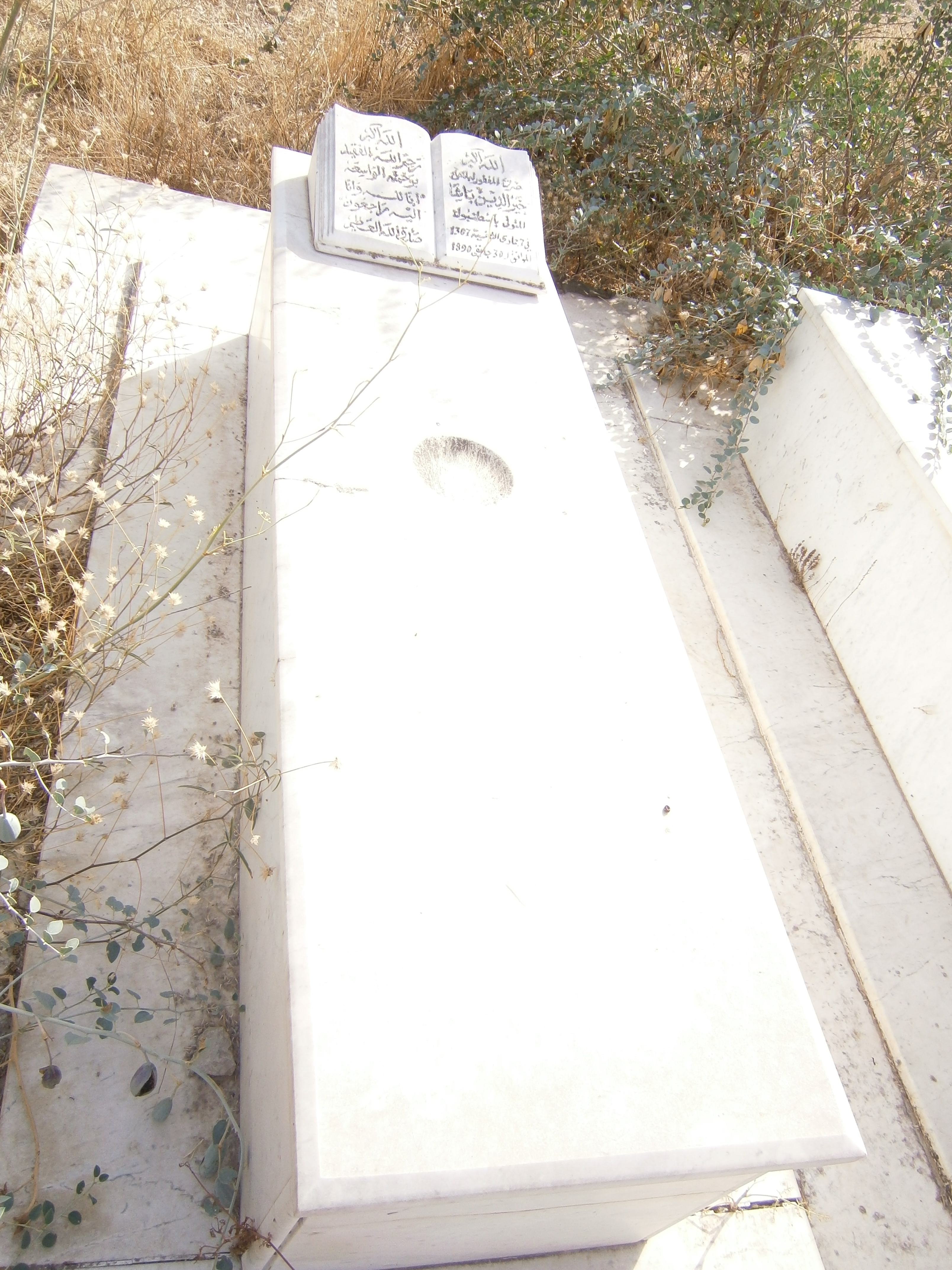
قبر خير الدين باشا بتونس العاصمة

## تدرجه في المناصب الرسمية
سافر خير الدين التونسي إلى باريس سنة (1269هـ = 1853م) بتكليف من «أحمد الباي» لمقاضاة ملتزم الضرائب السابق «محمود بن عياد» الذي اختلس أموال الدولة، وفَرَّ بها إلى فرنسا، وحصل على الجنسية الفرنسية، وقد طالت إقامته هناك حتى بلغت أربع سنوات نجح في أثنائها في استعادة 24 مليون برنك وردها إلى خزانة الدولة، ثم رجع إلى تونس حين عُيِّن في (جمادى الأولى 1273هـ= يناير 1857م) وزيرًا للبحر لـ«محمد الباي» الذي خلف ابن عمه «الباي» السابق بعد وفاته في (16 رمضان 1271هـ = 31 مايو 1855م).
كان خير الدين محبًا للإصلاح مناصرًا له؛ فأيد «محمد الباي» حين أصدر «عهد الأمان» الذي ضمن لجميع سكان تونس المساواة في الحقوق، ووقف إلى جانب «الصادق باي» الذي خلف أخاه «محمد الباي» حين أصدر الدستور في (17 رجب 1277هـ = 29 يناير 1861م) وأنشئ بمقتضاه مجلس استشاري مكوَّن من ستين عضوًا، سُمي «المجلس الأكبر»، وعُيِّنَ «خير الدين» رئيسًا له.

## الاستقالة من منصبه
نشب خلاف بين «خير الدين» وبين الوزير «مصطفى الخزندار» على الرغم من صلة النسب التي جمعت بينهما؛ فقد كان «خير الدين» زوجًا لابنة الوزير الكبير، وكان سبب الخلاف رفض «خير الدين» لممارسات الوزير المالية حول أمر الاستدانة من المُرَابين الأوروبيين، فآثر الاستقالة من منصبيه في آخر (جمادى الأولى 1279هـ =23 من نوفمبر 1862م).
لم تمنعه الاستقالة من القيام بالسفر إلى أوروبا وإسطنبول، كما كان يحضر اجتماعات المجلس الخاص الذي كان «الباي» يستشيره في بعض الأمور، ثم عاش في شبه عزلة عن الحياة العامة في الفترة ما بين (1282هـ –1286هـ= 1865م –1869)، مبتعدًا عن السياسة ومنصرفًا إلى الدراسة والتأمل، وكان من أثر ذلك تأليفه كتابه «أقوم المسالك في معرفة احوال الممالك»، وقد طبعه بالمطبعة الرسمية في تونس (1284هـ=1868م).

## العودة إلى الوزارة
كان من نتيجة انتهاج تونس لسياسة متخبطة أن تدهورت أحوالها المالية، وآلت إلى الإفلاس، وفرض الدائنون الأوروبيون سنة (1286 هـ= 1869م) لجنة مراقبة مالية، واختير «خير الدين» رئيسًا لها، ثم أُسند إليه منصب الوزير المباشر سنة (1288هـ=1871م)، وبعد عامين تولى منصب الوزير الأكبر خلفًا لمصطفى خزندار الذي ثبت اختلاسه لبعض الأموال الديون، وذلك في (شعبان 1290هـ= أكتوبر 1877م)، ودامت فترة وزارته الكبرى نحو أربعة أعوام، نهض خلالها بمسؤوليته، ونهض بالبلاد، وبعث فيها روحًا جديدة وثَّابة، وأصلح كثيرًا من شؤونها.

## إصلاحات خير الدين التونسي
شملت الإصلاحات التي قام بها «خير الدين التونسي» ميادين الإدارة والتعليم والاقتصاد؛ فألغى الضرائب السابقة التي تراكمت على الناس وصارت ديونًا تُثقل كاهلهم، وشجع الناس على زراعة الزيتون والنخيل بإلغاء الضرائب على الأراضي الزراعية لمدة عشرين عامًا، وأعاد تنظيم الضرائب على الاستيراد والتصدير، فحدد ضريبة الاسيتيراد بـ (5%) فقط، وخفف ضريبة التصدير، وألغى الحملات العسكرية التي كانت تتكلف أموالا باهظة لجمع الضرائب من القبائل الرُّحَّل التي اعتادت ألا تدفع الضرائب المفروضة عليها إلا عَنوة، وعمل على النهوض بالتعليم ونشر الوعي بين الناس؛ فأنشأ «المدرسة الصادقية» نسبة إلى «الباي محمد الصادق» الحاكم حينئذ بتونس، وقد شملت برامج التعليم بها العلوم الحديثة، واللغات الأجنبية إلى جانب اللغة العربية وعلوم الدين. وفي الوقت نفسه استعان برجال من العلماء في إعادة تنظيم الدراسة والتعليم بجامع الزيتونة، وأنشأ مكتبة جديدة تحت اسم المكتبة «العبدلية» على نمط المكتبات الحديثة، وشجع الطباعة، واستقدم بعض المصريين واللبنانيين للعمل فيهما، وطوَّر الصحافة، وأدخل فنونًا جديدة بها.
أعاد للأوقاف العامة دورها الديني والاجتماعي، وأنشأ لهذا الغرض جمعية الأوقاف، وأسند رئاستها إلى «محمد بيرم الخامس». كان من تصريف القدر أن زاد الخصب في العامين الأولين من وزارته، فساعد ذلك على ازدهار الزراعة والصناعة، والوفاء بالتزامات الديون؛ فعرفت تونس أعوامًا من الطمأنينة والهدوء.

## خير الدين الصدر الأعظم
لم يمكث خير الدين كثيرًا في منصبه، على الرغم من ظهور ثمرات إصلاحه، فأعرض عنه «الباي» بتأثير بعض المقربين له، فاضطُر «خير الدين» إلى تقديم استقالته في (10 رجب 1294 هـ = 21 يوليو 1877م) وعاش في قصره بعيدًا عن المشاركة في الحياة العامة، ثم طلبه السلطان العثماني عبد الحميد الثاني للاستفادة من جهوده في الإصلاح، فسافر إلى إستانبول في (ذي القعدة 1295هـ= سبتمبر 1878م)، وأُسندت إليه رئاسة لجنة تقوم بمراجعة الوضع المالي للدولة العثمانية، ثم لم يلبث أن عيَّنه السلطان عبد الحميد الثاني «صدرًا أعظم» في (9 ذي الحجة 1295 هـ = 4 ديسمبر 1878م)، ولم تكن الظروف مواتية للعمل المثمر بعد أن تكالب الأعداء على الدولة، وخرجت من حربها مع روسيا تَئِنُّ من جراحها وهزائمها القاسية، فعمل «خير الدين» في ظروف بالغة الحرج، ونجح في أجلاء الجيوش الروسية، وساهم في خلع الخديوي إسماعيل من ولاية مصر؛ لأن سياسته كانت تؤدي إلى إضعاف ارتباط مصر بالدول العثمانية، وجعلها عرضة للمطامع الأوروبية، وكانت سياسة «خير الدين» التي آمن بها هي توطيد الروابط بين الدولة العثمانية وولاياتها، ولما أخفق «خير الدين» في إقناع السلطان عبد الحميد بإصلاح نظام الحكم قدم استقالته من منصبه في (8 شعبان 1296 هـ = 28 يوليو 1879م)، وبقي على اتصال ببلاط السلطان، وأصبح عضوًا في مجلس الأعيان حتى وافته منيته هناك في (8 جمادى الآخرة 1307 هـ = 30 يناير 1890م).
]

## أقوم المسالك

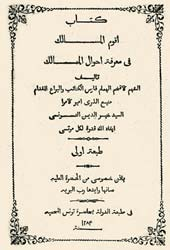
غلاف كتاب خير الدين التونسي : أقوم المسالك في معرفة أحوال الممالك

لم يكن «خير الدين» إداريًا عظيمًا ومصلحًا فَذًّا فحسب، وإنما كان مفكرًا إصلاحيًا دوَّن أفكاره في كتابه أقوم المسالك في معرفة أحوال الممالك، وهو يتألف من مقدمة طويلة، وجزأيْن؛ يحوي الجزء الأول عشرين بابًا، كل باب مخصص لبلد من البلاد الأوروبية، وتضم الأبواب فصولا تتضمن الحديث عن تاريخ البلد، وجغرافيته، وموقعه، ومساحته، وأهم ملوكه، وتنظيماته الإدارية والسياسية والعسكرية.
أما الجزء الثاني فيحتوي على ستة أبواب؛ خمسة منها في جغرافية القارات الخمس، وخصص الباب السادس للبحار.
غير أن أهم ما في كتابه هو مقدمته التي تجاوز الاهتمام بها سائر الكتاب، وأصبحت الإشارة إلى كتاب «أقوم المسالك» تعني الإشارة إلى المقدمة وحدها، وهي تلخص تجربة «خير الدين» كلها التي تركز على مقاومة أوروبا عن طريق الاستعارة منها، والتمسك بالجامعة الإسلامية لدعم هذه المقاومة، ومحاولة إصلاح الولايات الإسلامية المختلفة وبثّ روح اليقظة والنهوض فيها.
تقوم الحركة الإصلاحية عند «خير الدين» على دعامتين رئيسيتين:
الأولى: ضرورة التجديد والاجتهاد في الشريعة الإسلامية، بما يتلاءم مع ظروف العصر وأحوال المسلمين، ويتفق مع ثوابت الشريعة، ودعا علماء الأمة إلى توسيع مفهوم السياسة الشرعية، وعدم قصرها على ما ورد فيه نصٌّ من كتاب الله وسنة رسوله، وذكرهم بمناهج السلف في هذا المجال الذين جعلوا نطاق السياسية الشرعية يتسع ليشمل كل ما لا يخالف الكتاب والسنة وإن لم يرد نص فيه؛ لأن في ذلك تحقيقَ مقصد من مقاصد الشريعة.
الثانية: ضرورة الأخذ بالمعارف وأسباب العمران الموجودة في أوروبا؛ لأنها طريق المجتمع إلى النهوض، وإذا كان هذا الطريق يتطلب تأسيس الدولة على دعامتيْ الحرية والعدل، فإن هاتين الدعامتين تُعدان أصليتيْن في الشريعة الإسلامية، وليستا غريبتين عن المجتمعات التي ينادي بإصلاحها «خير الدين».
كان «خير الدين» داعية إلى الإصلاح الشامل الذي يقوم على أساس تحقيق العدل والمساواة في حكم الرعية، ورفع مظاهر الظلم والتعسف عن كاهله، واحترام حقوقه الإنسانية، ولن يتحقق هذا إلا من خلال نظام حكم يقوم على الشورى، وتعدد مؤسسات الحكم، وعدم انفراد شخص مهما أوتي من قدرة وكفاءة وحسن سياسة في تصريف شؤون البلاد وإدارة أمور الرعية؛ لأن في الاستبداد والانفراد مدعاة للتفريط في الحقوق.
في مقابل ذلك اشترط أن تكون الأمة واعية مستنيرة تدرك مسؤولياتها، وتحسن ممارسة حريتها، وتراقب سير أمور الحكم، وتطالب بما لها من حقوق

## روابط إضافية
- كتاب «أقوم المسالك في معرفة أحوال الممالك»